# Ambly-sur-Meuse
 Ambly-sur-Meuse  es una población y comuna francesa, en la región de Lorena, departamento de Mosa, en el distrito de Verdún y cantón de Verdun-Est.

## Demografía
| 230 | 263 | 226 | 199 | 227 | 254 |
| Para los censos de 1962 a 1999 la población legal corresponde a la población sin duplicidades (Fuente: INSEE [Consultar]) |     |     |     |     |     |